# Selago venosa
Selago venosa är en flenörtsväxtart som beskrevs av O.M. Hilliard. Selago venosa ingår i släktet Selago och familjen flenörtsväxter. Inga underarter finns listade i Catalogue of Life.